# Salòt
Il salòt (lett. "salotto" in lingua piemontese) è un dolce tradizionale di Bra, in Piemonte.

## Etimologia e storia
Le origini del dolce, così come il suo nome (che significa "salotto"), non sono chiari. Secondo alcune fonti, il salòt risalirebbe al 1835, anno in cui sarebbe stato inventato nella pasticceria Converso di Bra, mentre altri sostengono che sia nato a cavallo fra l'Ottocento e il Novecento nella medesima cittadina. Oggi il salòt viene preparato in occasione dell'Epifania soltanto in qualche pasticceria di Bra.

## Preparazione
La ricetta originale prevede l'utilizzo di una pasta da pane a cui si aggiungono un 10% di lievito, un 25% burro e del latte. Quando l'impasto avrà raggiunto una consistenza ottimale, aggiungere un tocco di sale. Quindi si tira la sfoglia e se ne tagliano due cerchi uguali. Sopra uno di questi si spargono della confettura di albicocche, del cedro candito e dell'uva sultanina; quindi si copre il tutto con l'altro disco. Dopo essere stato messo a lievitare, e insaporito con lo zucchero a velo, il salòt viene inciso con dei motivi a rombi e sottoposto a una fonte di calore proveniente dall'alto (cottura "a salamandra") per venti minuti. Oggi il dolce si prepara usando la pasta brioche al posto di quella di pane.
Per tradizione, viene inserita una fava all'interno della torta: chi la troverà, sarà fortunato per tutto l'anno.